# HD141432
HD141432 — хімічно пекулярна зоря спектрального класу F0, що має видиму зоряну величину в смузі V приблизно  8,4.
Вона  розташована на відстані близько 762,0 світлових років від Сонця.